# Apache Junction
Apache Junction ist eine Stadt im Pinal County im US-Bundesstaat Arizona. Das U.S. Census Bureau hat bei der Volkszählung 2020 eine Einwohnerzahl von 38.499 ermittelt.

## Lage
Weil sich hier der U.S. Highway 60 und der Apache Trail (ein alter Postkutschenweg durch die Superstition Mountains) kreuzen, wurde die Stadt Apache Junction genannt. Die Großstadt Phoenix liegt 50 Kilometer entfernt.
Mittlerweile ist jedoch der Ort in die Großregion Phoenix und seine Nachbarstädte eingewachsen.

## Geschichte
Durch seine Lage vor den Toren Phoenix’ entwickelte sich Apache Junction zu einem Schul- und Wirtschaftszentrum. Kennzeichnend für diesen sehr jungen Ort ist auch die Schwankung der Einwohnerzahl nach Jahreszeit. Im Winterhalbjahr reisen Tausende Rentner mit Mobilheimen und Caravans aus den kälteren Staaten im Norden der USA hierher, um dann für die (zu) heißen Sommer zurückzufahren. Dafür werden in Apache Junction – wie in vielen Orten des Sunbelt – riesige Dauerstellplätze angeboten. Diese Saisoneinwohner sind ein Wirtschaftsfaktor.

## Sehenswürdigkeiten
In der Nähe liegen die Superstition Mountains. Der Tonto National Forest ist rund 22 Kilometer entfernt.

## Einwohnerentwicklung
Seit der Stadtgründung 1978 gab es bei den Volkszählungen folgende Ergebnisse für die Einwohnerzahl:
| Jahr | Einwohner |
| ---- | --------- |
| 1980 | 9.935     |
| 1990 | 18.100    |
| 2000 | 31.814    |
| 2010 | 35.840    |
| 2020 | 38.499    |